# Арнолдсвил (Џорџија)
Арнолдсвил (Џорџија) (енгл. Arnoldsville) град је у америчкој савезној држави Џорџија. По попису становништва из 2010. у њему је живело 357 становника.

## Демографија
Према попису становништва из 2010. у граду је живело 357 становника, што је 45 (14,4%) становника више него 2000. године.
| Група             | 2000.       | 2010.       |
| Белци             | 298 (95,5%) | 301 (84,3%) |
| Афроамериканци    | 5 (1,6%)    | 26 (7,3%)   |
| Азијати           | 1 (0,3%)    | 10 (2,8%)   |
| Хиспаноамериканци | 6 (1,9%)    | 11 (3,1%)   |
| Укупно            | 312         | 357         |